# Yann Arthus-Bertrand
Yann Arthus-Bertrand (13 de marzo de 1946) es un activista medioambiental y social, divulgador científico, director de documentales y fotógrafo francés.
Su especialidad era la fotografía de animales, especialmente después de haber estado en Kenia en la reserva Masái Mara, región del Serengueti, pero más tarde cambió a la fotografía aérea. Ha publicado más de 60 libros con sus fotografías tomadas desde helicópteros y globos aerostáticos en todas partes del mundo. La revista National Geographic ha publicado muchas veces sus obras, que han sido exhibidas en varios países.

## Trabajos
Una de sus fotos más conocidas es la de un manglar con forma de corazón en Nueva Caledonia, que ha sido utilizada como portada para sus libros The Earth from the air y The Earth from above.
En 2003, junto a Baptiste Rouget-Luchaire y Sibylle d'Orgeval, inició el proyecto «6 mil millones de Otros», 6 milliards d'autres en francés. Se trata de entrevistas realizadas a personas de cualquier clase social en diferentes países, que luego se presentan organizadas por temas. Las preguntas son puntuales y se refieren a temas compartidos por toda la humanidad: ¿qué es el amor?, ¿qué significa la guerra? ¿qué es la felicidad? En total, hicieron cinco mil entrevistas en setenta y cinco países, en idiomas diferentes, pero los cortos aparecen subtitulados.
En 2008, presentó la exposición «Alive», en la Plaza de la República de Praga, desde el 11 de junio hasta el 30 de septiembre. El tema fue claramente ecologista, apuntando hacia el desarrollo sostenible.
El 5 de junio de 2009 estrenó una película llamada Home, la cual trata sobre concienciar a la población mundial de los problemas ecológicos y la rápida escasez de los recursos naturales. Para que esta película fuera difundida lo más ampliamente posible, tenía que ser gratuita. Un mecenas, el grupo PPR, permitió que lo fuera. Europacorp, que la distribuye, se comprometió en no tener ningún beneficio, porque Home no tiene ningún interés comercial. Su propósito principal es evitar agotar los recursos naturales e impedir una evolución catastrófica del clima de la Tierra. Tras Home lanzó Planet Ocean, una serie de documentales al estilo de 6 Mil Millones Otros bajo el título de Human, y recientemente ha lanzado Terra en colaboración con otro director.

## Premios y reconocimientos
- Comendador de la Legión de Honor, el 31 de diciembre de 2020.[7] Fue promovido a oficial por decreto de 31 de diciembre de 2009.[8] Fue nombrado caballero el 22 de junio de 2001 por decreto de 11 de abril de 2001 por sus 36 años de trayectoria profesional.[9]
- Comendador de la Orden Nacional del Mérito, por decreto de 14 de noviembre de 2016.[10] Fue promovido directamente a oficial por decreto de 30 de enero de 2008 por sus 44 años de trayectoria[11] y recibió sus insignias de oficial de la mano de Nicolas Sarkozy el 17 de junio de ese año.
- Oficial de la Orden del Mérito Agrícola.
- Comendador de la Orden de las Artes y las Letras, en 2013.[12]

Fue nombrado pintor oficial de la Marina de Francia homologado (agréé) en 2005, y titular (titulaire) en 2015.
Fue elegido miembro de la Academia de Bellas Artes del Instituto de Francia el 31 de mayo de 2006.
Fue nombrado «embajador de buena voluntad» del Programa de las Naciones Unidas para el Medio Ambiente en 2009.

## Películas
- 2004: La tierra, vista del cielo
- 2009: Home[15]
- 2010: París, vista del cielo[16]
- 2012: Planeta Océano

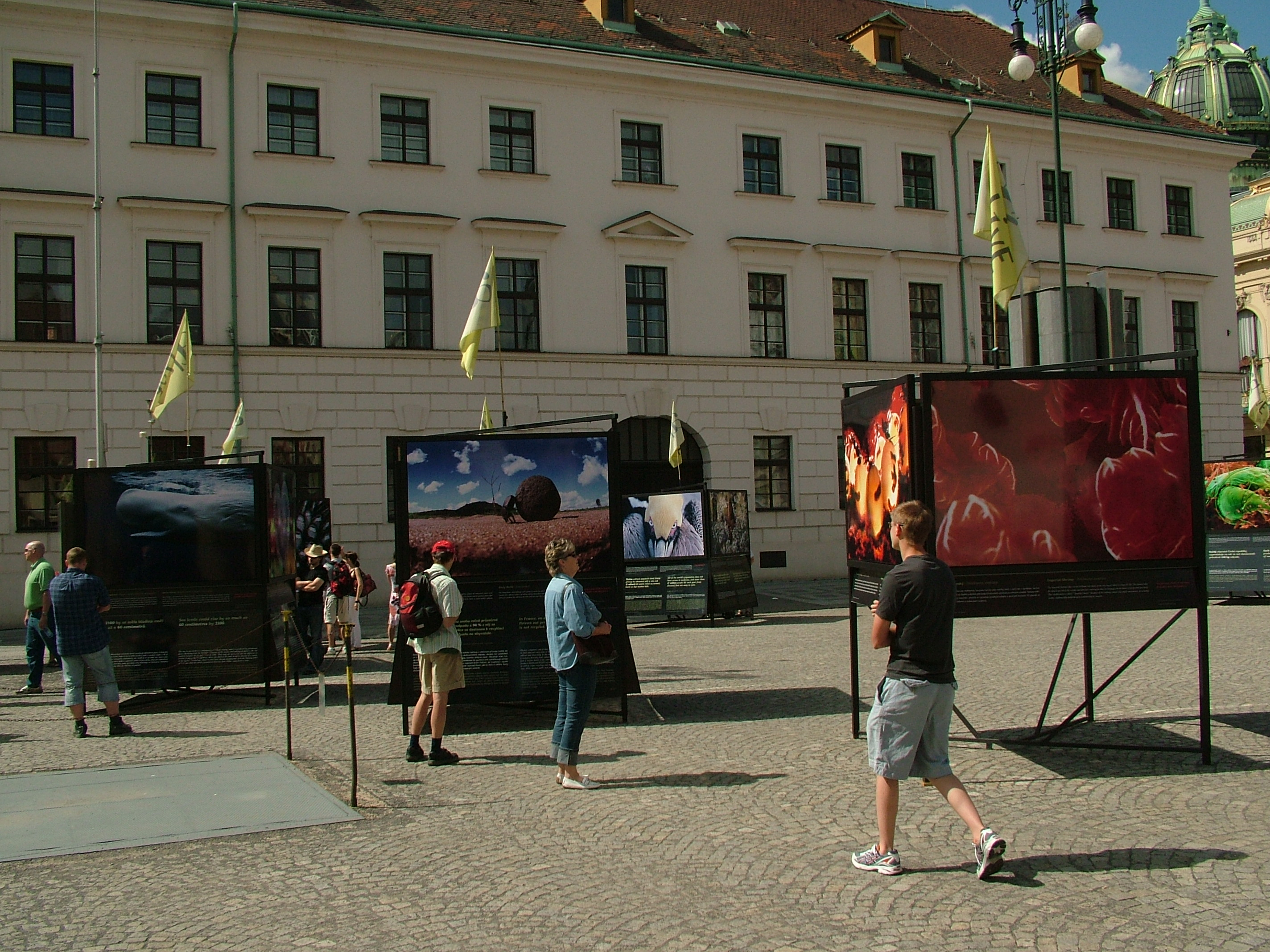
Exposición «Alive», en Praga.

- 2013: Metz y su país, vista del cielo[17]
- 2015: Human
- 2016: Terra
- 2019: Woman